# Communion (album de Years and Years)
Pour les articles homonymes, voir Communion (homonymie).
Singles
1. Real
Sortie : 17 février 2014
2. Take Shelter
Sortie : 18 août 2014
3. Desire
Sortie : 23 novembre 2014
4. King
Sortie : 27 février 2015
5. Shine
Sortie : 5 juillet 2015

Communion est le premier album studio du groupe de musique Years & Years sorti en juillet 2015.

## Accueil

### Accueil critique
Communion a reçu en majorité des critiques positives selon la moyenne de 68/100, du collecteur de note Metacritic, basée sur 16 critiques de professionnels.

### Accueil commercial
Communion se classe à la première place des ventes au Royaume-Uni la semaine de sa sortie et s'écoule à 60 000 exemplaires.

## Liste des chansons
Toutes les chansons sont écrites et composées par Olly Alexander, Emre Turkmen et Michael Goldsworthy. Les chansons sont produites par Years & Years et Mark Ralph.
| 1.  | Foundation   |                      |                              | 2:58 |
| 2.  | Real         |                      | Andy Smith                   | 4:10 |
| 3.  | Shine        | Greg Kurstin         |                              | 4:15 |
| 4.  | Take Shelter | Andy Smith, Tom Hull | Smith                        | 4:07 |
| 5.  | Worship      | Hull, TMS            |                              | 3:41 |
| 6.  | Eyes Shut    |                      | Two Inch Punch, Mike Spencer | 3:18 |
| 7.  | Ties         | Mark Ralph           | Smith                        | 3:46 |
| 8.  | King         | Ralph, Smith         | Smith                        | 3:35 |
| 9.  | Desire       | Hull                 | Two Inch Punch               | 3:26 |
| 10. | Gold         | Ralph                |                              | 3:59 |
| 11. | Without      | Ralph                |                              | 3:30 |
| 12. | Border       |                      |                              | 4:22 |
| 13. | Memo         |                      |                              | 3:24 |

## Classements et certifications

### Classements hebdomadaires
| Classement (2015)             | Meilleure position |
| ----------------------------- | ------------------ |
| Australie (ARIA)              | 5                  |
| Autriche (Ö3 Austria Top 40)  | 24                 |
| Belgique (Flandre Ultratop)   | 2                  |
| Belgique (Wallonie Ultratop)  | 13                 |
| Danemark (Tracklisten)        | 7                  |
| Écosse (OCC)                  | 1                  |
| Hongrie (Mahasz)              | 5                  |
| Irlande (IRMA)                | 5                  |
| Italie (FIMI)                 | 50                 |
| Nouvelle-Zélande (RIANZ)      | 11                 |
| Pays-Bas (Mega Album Top 100) | 5                  |
| Royaume-Uni (UK Albums Chart) | 1                  |
| Suède (Sverigetopplistan)     | 29                 |
| Suisse (Schweizer Hitparade)  | 5                  |

### Certification
| Pays        | Organisme | Certification |
| ----------- | --------- | ------------- |
| Royaume-Uni | BPI       | Argent        |